# Копейница (деревня)
Копейница — деревня в Судиславском сельском поселении Судиславского района Костромской области России. 

## География
Деревня расположена у речки Телятьевке.

## История
Согласно Спискам населенных мест Российской империи в 1872 году деревня относилась к 1 стану Костромского уезда Костромской губернии. В ней числилось 9 дворов, проживали 21 мужчина и 23 женщины.
Согласно переписи населения 1897 года в деревне проживало 53 человека (18 мужчин и 35 женщин).
Согласно Списку населенных мест Костромской губернии в 1907 году деревня относилась к Богословской волости Костромского уезда Костромской губернии. По сведениям волостного правления за 1907 год в ней числилось 13 крестьянских дворов и 69 жителей. Основным занятием жителей была работа на заводе.

## Население
| 2008 | 2010 | 2014 |
| ---- | ---- | ---- |
| 0    | →0   | →0   |